# Leptonesiotes cyanospila
Leptonesiotes cyanospila is een keversoort uit de familie bladkevers (Chrysomelidae). De wetenschappelijke naam van de soort werd in 1867 gepubliceerd door Suffrian.